# Муггендорф (Нижняя Австрия)
Муггендорф (нем. Muggendorf (Niederösterreich)) — коммуна (нем. Gemeinde) в Австрии, в федеральной земле Нижняя Австрия.
Входит в состав округа Винер-Нойштадт. Население составляет 529 человек (на 31 декабря 2005 года). Занимает площадь 50,93 км². Официальный код — 3 23 22.

## Политическая ситуация
Бургомистр коммуны — Готтфрид Брандштеттер (АНП) по результатам выборов 2005 года.
Совет представителей коммуны (нем. Gemeinderat) состоит из 15 мест.
- АНП занимает 10 мест.
- СДПА занимает 3 места.
- местный список: 2 места.